# Битва над Серетом (1154)
Битва над Серетом (17—18 лютого 1154) — бій, що відбувся під стінами Теребовлі (Галицьке князівство) між військами київського князя Ізяслава Мстиславича з одного боку і галицьким військом Ярослава Осмомисла з іншого. Битва закінчилась втечею союзників Ізяслава, а сам він змушений був відступити; втім галичани зазнали значних втрат.

## Передісторія
Відколи з 1084 року в Галичині постали незалежні князівства, де правили представники династії Ростиславичів, київські князі безуспішно намагалися повернути контроль над галицькими землями, які впродовж кількох десятиліть належали Києву. 1141 року князь Володимирко об'єднав галицькі землі в єдине князівство зі столицею в Галичі. Київські правителі вбачали загрозу в появі на заході сильної об'єднаної галицької держав. Відтак, 1144 і 1146 років київський князь Всеволод Ольгович в союзі з поляками та половцями нападав на Галичину, двічі брав в облогу Звенигород; обидва рази безуспішно. Тим часом, Володимирко продовжував розбудову галицької держави і розширював її кордони, зайнявши Шумськ, Тихомль, Вигошів і Гнойницю, міста на Погорині, граничній території між Київщиною і Волинню, а також Бужськ. Починаючи з 1150, новий київський князь Ізяслав Мстиславич в союзі з угорцями організував ряд походів на Галичину. Чергову спробу він здійснив на початку 1154 року, сподіваючись скористатись зі смерті галицького князя Володимирка і молодості його спадкоємця, Ярослава Осмомисла.
Ось як описує події Повість минулих літ:

| У тім же році Ізяслав Мстиславич почав готуватися на Ярослава Володимировича до Галича. І коли було три неділі до м’ясниць, то рушив Ізяслав на Галич, зібравши силу свою і Вячеславове військо узявши з собою; Ізяслав Давидович послав із ним своє військо, а син його, [Ізяслава Мстиславича], Мстислав прийшов із переяславським військом, і всі чорні клобуки [прибули]. І коли він прийшов до [города] Тихомля, то сюди прибув до нього з Дорогобужа брат Володимир [Мстиславич]; і Святополк, брат його, [Ізяслава], прийшов до нього з [города] Володимира, і Володимир Андрійович із [города] Берестія. А потім, коли вони зібралися всі біля [города] Володимира, пішов він до [города?] Станкова, а сюди ж і галицький князь вийшов полками своїми. Ізяслав тоді послав Володимира Андрійовича, і сина свого Мстислава, і чорних клобуків битися з ними через ріку через Серет, а сам пішов до [города] Теребовля. |

## Битва
Об'єднана дружина Ізяслава Мстиславича, до якого приєдналися васальні князі Київської Русі та чорні клобуки чисельно значно переважала галицьке військо. 17 лютого київське військо підійшло до річки Серет. Ізяслав розбив армію на дві частини. Васали та чорні клобуки залишилися на березі Серета, де їх стримували галичани. Сам Ізяслав з дружиною зумів перейти Серет і рушив на Теребовлю, де проти нього виступили решта галичан. Результат битви був непевний: над Серетом перемогли галичани, і васали та союзники Ізяслава втекли з поля бою, проте перед Ізяславом галичани відступили за мури Теребовлі. Втім, з Ізяславом залишилось дуже мало війська, і він вдався до хитрості: наказав розставити на полі бою галицькі корогви, захоплені під час битви. Частина галицького війська, подумавши, що то повернулася з перемогою дружина з Серета, вийшла з міста і потрапила в полон до Ізяслава. Зрештою, усвідомлюючи слабкість власної дружини, Ізяслав змушений був відступити, наказавши стратити перед тим усіх галицьких полонених за винятком кількох "лутших людей", за яких сподівався отримати викуп.
| А на другий день Феодорової неділі 2, у вівторок, перейшов він [Ізяслав Мстиславич] ріку Серет. Але настала в той день [така] мла велика, що не [було] видіти до кінця списа. Ізяслав тому, перейшовши [ріку], тут і став. А ввечері була вість Ярославу галицькому, що Ізяслав іде до Теребовля. І, це почувши, Ярослав пішов через [річку] Снов до Теребовля, та не встиг до бродів: Ізяслав перейшов був до них, [галичан], ріку Серет, а сторожі ж Ізяславові, побачивши полки галицькі [і] примчавши, розповіли [про них] Ізяславу. Ізяслав тоді, приготувавши до бою полки свої, рушив насупроти. І коли ото були вони один поблизу одного, то бог розігнав млу і прояснилось. І таким чином стали війська насупроти, дивлячись одні на одних... І зступилися полки, і була січа люта, і билися вони од полудня до вечора, і настало серед них замішання, і не знали вони, котрі побідили: Ізяслав гонив галичан, а брати його повтікали. Бо тоді побіг Святополк [Мстиславич], володимирський князь, а вслід за ним і Володимир Мстиславич, і Мстислав Ізяславич. Ізяслав же тут і став на бойовищі на ніч, а галичани вбігли тоді в город свій Теребовль. Ізяслав бо захопив галицьких мужів, а галичани захопили Ізяславових у розвідці. І зостався Ізяслав з невеликою дружиною на бойовищі, і поставив він стяги галицькі, і пішли галичани під свої стяги, і захопили [вої Ізяслава] безліч колодників. На ту ж ніч, убоявшись, що він зостався був із малою дружиною на бойовищі, Ізяслав сказав: «Аби не зібралися вони на нас із города»,— бо колодників було більше, ніж його дружини. І побачив він многе-множество пов’язаних колодників-галичан, і тоді повелів рубати їх, а ліпших мужів із собою забрав. А на другий день Ізяслав же Мстиславич пішов у Київ, до себе додому, тому що брати його і дружина його розбіглися були. Був же плач великий по всій землі Галицькій. |

## Наслідки
Похід Ізяслава Мстиславича, який помер в листопаді того ж року, був останньою серйозною спробою правителів Київської Русі захопити Галичину. Наступні кілька десятиліть — період миру та розквіту Галицького князівства, яке стане за Ярослава Осмомисла однією з наймогутніших держав центральної Європи.